# Razz.
razz.（ラズ）は1999年に解散した音楽グループRAZZ MA TAZZのメンバー二人からなる音楽ユニットである。2005年結成。2006年ユニバーサル ミュージックよりメジャーデビュー。2008年3月活動停止を発表する。

## メンバー
- 阿久のぶひろ（ボーカル）
- 横山達郎（ギター）

## ディスコグラフィー

### シングル
1. かざぐるま（2006年12月6日）
  1. かざぐるま
  2. Swallow Song
  3. 愛の虜
  4. 熱帯魚
2. Smile Jump（2007年7月4日）
  1. Smile Jump
  2. Each Other
  3. Mirage ～鏡の国～
  4. 星屑の散歩道
3. 毎日がクリスマス（2007年12月24日）
  1. 毎日がクリスマス
  2. 暖冬

### アルバム
1. White page（2006年3月8日）
  1. Friends Again
  2. 潮騒
  3. Girlfriends
  4. 青い月
  5. White Page
  6. 知らない街を旅して
  7. セイタカアワダチソウ
  8. Rainy Season
  9. Indian Summer
  10. 輪舞
  11. 26時の幻想
  12. You are not alone
  13. 蛍
  14. あじさい
2. LOVE SUPPLEMENT（2008年5月9日）
  1. キセキ
  2. 恋花
  3. Love Again ~魔法の絵の具~　
  4. Walk
  5. 永遠のパズル
  6. Just A Little
  7. 朝焼けの詩
  8. Last Wings
  9. Goodday - Goodbye
  10. 雨のリズム